# Madra... il terrore di Londra
Madra... il terrore di Londra (The Night Caller) è un film del 1965 diretto da John Gilling ed interpretato da John Saxon, Maurice Denham e Patricia Haines. È tratto dal romanzo Un pianeta impossibile (The Night Callers, 1960) di Frank Crisp.
Il film è conosciuto anche coi titoli Night Caller from Outer Space e Blood Beast from Outer Space.

## Trama
Londra, anni sessanta: una misteriosa sfera luminosa precipita nelle campagne inglesi. Avvistata da una squadra di scienziati e dall'esercito, che si precipita sul posto, la piccola sfera - che al momento dell'avvistamento misurava alcuni metri - viene trasportata nei laboratori del dottor Morley per le analisi. Nella notte la segretaria, attardatasi per finire un lavoro, vede attraverso la finestra della porta che la sfera s'illumina: quando si avvicina, confusa e in preda a uno strano malessere, viene toccata da una mano mostruosa. Spaventata a morte, lancia l'allarme, ma quando l'esercito arriva, la sfera è al suo posto, immobile.
La mattina seguente, una ricerca più approfondita rivela tracce mostruose attorno al laboratorio. La sera Morley cerca di capirne di più, chiudendosi nel laboratorio per analizzare la sfera: comunica al suo assistente Costain che la sfera è una valvola che trasporta materia proveniente dallo spazio profondo (da Ganimede, luna di Giove), ma perde la vita. Il mostro che misteriosamente era apparso nel laboratorio ruba un'automobile e fugge, inseguito dai militari.
Quattro settimane dopo Londra è sconvolta per la scomparsa di ventitré ragazze, tutte di bell'aspetto: Costain associa la sfera e la fuga del mostro con i rapimenti, e assieme a Scotland Yard comincia a indagare sulla cosa: ben presto si scopre che le ragazze avevano tutte risposto a un annuncio pubblicato su una rivista per aspiranti modelle. Individuato il destinatario dell'inserzione, la polizia tende un agguato al mostro, permettendo alla segretaria Ann, che si era offerta come esca, di entrare nel locale; ma il mostro, di nome Madra, la uccide brutalmente e fugge di nuovo.
Costain si mette quindi sulle tracce della sfera, cercando d'individuarla attraverso le radiazioni che trasmette. Quando la polizia la trova, l'alieno - che nel frattempo aveva rapito un'altra ragazza - si toglie la maschera mostrando un volto per metà umano e per metà deformato. Prima di ripartire, sotto forma di sfera infuocata, verso Ganimede, l'alieno dichiara di esser giunto sulla Terra per prendere giovani di bell'aspetto al fine di migliorare i geni dei pochi superstiti alieni, dopo che il suo pianeta si è pressoché autodistrutto e la sua razza quasi estinta. Egli mette così in guardia l'umanità contro gli stessi rischi di autodistruzione.

### Data di uscita
Le date di uscita internazionali furono:
- il 31 dicembre 1965 nel Regno Unito
- il novembre 1966 negli Stati Uniti (col titolo Blood Beast from Outer Space)

## Accoglienza

### Critica
- "Piccolo fantahorror che punta a un approccio realistico, alla Quatermass, e si attarda tra lunghe discussioni ed esposizioni di teorie tra scienziati e militari prima di entrare nel vivo della storia" (R. Salvagnini[4])